# Passeig del Mar
El Passeig del Mar és un vial a la ciutat de Palamós (Baix Empordà) catalogat a l'Inventari del Patrimoni Arquitectònic de Catalunya. Davant de mar, paral·lel a la platja, hi ha l'ample passeig marítim. Un de contenció i una barana el separa de la sorra. La barana, amb jardineres, queda interrompuda pels miradors semicirculars de tres arcs de mig punt i els escales que menen a la platja. Dues fileres de plàtans donen ombra als vianants. El terra no està pavimentat. Al final s'obre una zona enjardinada (Plaça González Hontoria). Els fanals són de dos tipus: els 39 de la ruta turística, zona amb més trànsit rodat, són de 8m d'alçada, i els 94 del passeig i els 12 del jardí de 3m., no sobrepassen els arbres.
Es conserva un document, amb data de 24 d'octubre de 1904, en el que una sèrie de veïns es comprometen construir un passeig per dotar a la vila d'un lloc d'esbargiment. Les despeses es calculen en 8.500 ptes, i aniran a càrrec dels promotors. L'anomenen ja amb el nom de "Passeig de Mar". El segon decenni del segle XX es fa un llarg passeig amb una magnífica balustrada al costat de mar. L'any 1936 quedà molt malmès. Als anys 60 es fa una remodelació poc afortunada que és l'existent. L'any 1962 es convoca un concurs per la il·luminació de la zona.
Procés de remodelació en tres fases:
- 1989: 1r tram. Sorra vermella, voreres per vianants i jardineres.
- 1990: 2n tram.
- 1991: 3r tram. Millora de l'espai. Plantació de nous arbres, espai d'esbarjo per la mainada i gent gran (petanca...)